# Nasser al-Kharafi
Nasser al-Kharafi, arabiska: ناصر الخرافي, född 17 juni 1943, död 17 april 2011, var en kuwaitisk affärsman som ledde konglomeratet M.A. Kharafi & Sons, som har verksamheter inom bland annat finans, livsmedel, telekommunikation och tillverkning. Han var också grundare till restaurangföretaget Americana Group.
Den amerikanska ekonomitidskriften Forbes rankade al-Kharafi till att vara världens 77:e rikaste med en förmögenhet på $10,4 miljarder för den 1 mars 2011.
Han var bror till politikern Jassem al-Kharafi, som var talman i Kuwaits nationalförsamling mellan 1999 och 2011, och Faiza al-Kharafi, som var första kvinna att vara dekanus för en större utbildningsinstitution i Mellanöstern när hon var det för Kuwaits universitet mellan 1993 och 2002.